# Марафон (город)
Марафо́н (греч. Μαραθών ή Μαραθώνας, др.-греч. Μᾰρᾰθών) — малый город в Греции. Расположен на высоте 33 метра над уровнем моря, на одноимённой равнине, у подножия Пенделикона, в 32 километрах к северо-востоку от Афин. Административный центр одноимённой общины (дима) в периферийной единице Восточной Аттике в периферии Аттике. Население 7170 жителей по переписи 2011 года.

## История
Древний город Марафон входил в союз четырех городов, четырёхградье; дим принадлежал к филе Леонтиде. Согласно Павсанию, назван в честь героя Марафона. Согласно Дикеарху, Марафон назван в честь Марафа из Аркадии. В мифах Марафон известен марафонским быком, которого поймал Тесей.
Марафон прославлен победой афинян и платейцев над персидскими полчищами 12 сентября 490 года до нашей эры.
В Марафоне стартовал первый в истории марафонский забег, входивший в программу I Олимпийских игр в 1896 году.

## Сообщество Марафон
В общинное сообщество Марафон входят восемь населённых пунктов. Население 12 849 жителей по переписи 2011 года. Площадь 97,062 км².
| Населённый пункт | Население (2011), человек |
| ---------------- | ------------------------- |
| Айос-Панделеимон | 1591                      |
| Ано-Сулион       | 232                       |
| Авра             | 191                       |
| Вотон            | 177                       |
| Вранас           | 1082                      |
| Като-Сулион      | 2142                      |
| Марафон          | 7170                      |
| Схиньяс          | 264                       |

## Население
| Год  | Население, человек |
| ---- | ------------------ |
| 1991 | 4964               |
| 2001 | 4297               |
| 2011 | ↗ 7170             |